# Cristina D'Avena
Cristina D'Avena (Bologna, 6 luglio 1964) è una cantante, attrice, conduttrice televisiva e conduttrice radiofonica italiana, nota interprete di sigle di cartoni animati.

## Biografia

### Infanzia e primi anni
Figlia di Alfredo D’Avena, medico pugliese originario di Apricena (FG), e di Ornella Mariani, casalinga marchigiana originaria di Jesi (AN) che lavorò anche come segretaria nello stesso ospedale in cui lavorava il marito, ha esordito all'età di 3 anni e mezzo cantando Il valzer del moscerino allo Zecchino d'Oro 1968, dove il brano si aggiudica il terzo posto; tre anni dopo partecipa nuovamente con È fuggito l'agnellino in coppia con Marlena D'Ambrosio. Dopo queste esperienze rimane all'Antoniano come componente del Piccolo Coro fino al 1976, ma continuerà a frequentarlo per altri cinque anni accompagnando la sorella Clarissa, nata nel 1974, 10 anni dopo di lei, anche lei diventata nel frattempo componente del coro, che partecipa come concorrente nel 1978 con E l'arca navigava. Fra i cantanti che hanno ispirato la sua attività musicale ricorda: Lucio Dalla, Antonello Venditti, Jovanotti e Mina.

### Anni ottanta e i successi
Nel 1981 l’autrice Alessandra Valeri Manera sta cercando una voce per una sigla e l'Antoniano le fa il nome della D'Avena  che incide così la sua prima canzone per un cartone animato: Bambino Pinocchio, scritta da Luciano Beretta e Augusto Martelli per la serie animata giapponese Pinocchio, trasmessa a partire dall'anno dopo su Canale 5; in seguito la cantante ha dichiarato di essere stata chiamata a eseguirla da Giordano Bruno Martelli, mentre invece secondo Mariele Ventre, direttrice del Piccolo Coro dell'Antoniano, sarebbero stati i frati a segnalarla a Canale 5. In un'intervista realizzata nel 2023, la D'Avena confermò entrambe le versioni: Alessandra Valeri Manera e alcuni talent scout dell'allora Fininvest andarono all'Antoniano per cercare una cantante per interpretare le sigle di alcuni cartoni e i frati dell'Antoniano con Giordano Bruno Martelli le consigliarono lei.
Dopo questa prima esperienza, venne chiamata ad interpretare altre sigle che vennero pubblicate su numerosi singoli e, successivamente, anche all'interno di album che complessivamente hanno venduto, al 2022, oltre 7 milioni di copie, in particolare grazie alle due serie Fivelandia (raccolta annuale di tutte le sigle di cartoni animati trasmessi dalle reti Fininvest dal 1983 al 2004) e Cristina D'Avena con i tuoi amici in TV ("best of..." a periodici della cantante dal 1987 al 2008) della casa discografica Five Record. Fra le canzoni dei primi anni, la Canzone dei Puffi del 1982 (suo primo disco d'oro per le oltre 500.000 copie vendute) e Kiss Me Licia del 1985 (disco di platino per le oltre 200 000 copie vendute del relativo album). Nel frattempo studia medicina e chirurgia all'Università di Bologna.
Dal 1983 fino al 1999 ha preso parte ripetutamente alla trasmissione Bim Bum Bam come guest star. A partire dal settembre 1986, sempre su input della Valeri Manera, inizia inoltre la carriera di attrice, interpretando Licia nella serie di telefilm per ragazzi Love Me Licia, basata sulla protagonista e sui personaggi dell'anime Kiss Me Licia; seguirono Licia dolce Licia nella primavera 1987, Teneramente Licia nell'autunno 1987 e Balliamo e cantiamo con Licia nella primavera 1988. Durante l'ultima puntata di Balliamo e cantiamo con Licia, Cristina D'Avena compare nel ruolo di sé stessa annunciando la sua intenzione di metter su una band musicale: pochi mesi dopo viene trasmessa Arriva Cristina, cui seguiranno Cristina nell'autunno 1989, Cri Cri nella stagione 1990-91 e Cristina, l'Europa siamo noi nell'autunno 1991. La terza serie Cri Cri si compone di due stagioni da 36 episodi l'una, mentre la quarta Cristina, l'Europa siamo noi viene trasmessa da Rete 4, anziché da Italia 1, alle ore 19:00. Come già avvenuto per le quattro serie di Licia, per ognuno di questi telefilm Five Record pubblica un disco contenente la sigla e tutti i brani cantati all'interno degli episodi: i primi tre album diventano Dischi di Platino per aver venduto oltre 200 000 copie ciascuno.
Nel 1987 la D'Avena registra la versione in lingua francese della sigla italiana Lovely Sara (da lei interpretata pochi mesi prima), destinata ad accompagnare la messa in onda di Princesse Sarah, il primo cartone animato prodotto in Giappone a essere trasmesso su La Cinq.
Dalla fine degli anni '80 la D'Avena inizia un'ultradecennale e praticamente ininterrotta serie di esibizioni dal vivo in numerosi luoghi, dalle grandi arene ai centri commerciali alle feste in piazza fino ai piccoli locali. Nel novembre 1989 e 1990 tiene due concerti al PalaTrussardi di Milano a cui assistettero un totale di circa 20 000 spettatori, mentre quello del 1992 al FilaForum di Assago radunò 13 000 persone in sala e 3 000 all'esterno.
Nel 1989 inizia inoltre l'attività di conduttrice televisiva e radiofonica col varietà del sabato sera di Canale 5 Sabato al circo, che vinse il Telegatto nella categoria Programmi per ragazzi. La trasmissione proseguirà per quattro anni, fino al 1992, quando cambia titolo, rete e giorno di programmazione e diventa Il grande circo di Rete 4. Assieme a Gerry Scotti, Cristina D'Avena presenta lo speciale di Capodanno 1989 di Canale 5, L'allegria fa 90, e quello del 1990, Evviva l'allegria.

### Anni novanta
Grazie al successo delle prime prove come conduttrice, nei primi anni 1990 Cristina D'Avena viene scelta per numerosi programmi. Dall'8 novembre 1992 conduce su Italia 1 Cantiamo con Cristina, la versione per bambini del Karaoke di Fiorello in onda alle ore 20:00 della domenica: in ogni puntata si affrontano due squadre che si sfidano sulle note delle sue sigle. Nella stagione 1993/1994 partecipa alla sesta edizione di Buona Domenica al fianco di Gerry Scotti e Gabriella Carlucci, conducendo Radio Cristina, la rubrica di commento a lettere e fax inviati dai bambini, ed esibendosi in alcuni numeri musicali e di danza (in questi spazi ha anche modo di eseguire le canzoni dell'album Cristina canta Disney fresco di pubblicazione). Nella quinta edizione di La sai l'ultima?, in onda su Canale 5 nella stagione televisiva 1995/1996 condotta da Gerry Scotti e Paola Barale, ottiene il ruolo di inviata speciale in giro per l'Italia. A partire dal 28 aprile 1996 conduce per due anni di seguito, alternandosi settimanalmente con Pietro Ubaldi, il contenitore di cartoni animati e giochi telefonici Game Boat in onda tutti i giorni nel preserale di Rete 4; in questo periodo viene inoltre pubblicato il quattordicesimo capitolo di Fivelandia, uno dei maggiori successi della cantante premiato con il disco di platino per le oltre 100 000 copie vendute.
Pur continuando la sua attività di cantante per le reti Mediaset, dal 1998 Cristina D'Avena lavora come conduttrice in Rai, prima allo Zecchino d'Oro per tre anni fino al 2000 in qualità di co-conduttrice al fianco di Cino Tortorella e Milly Carlucci, e poi dall'autunno 1998 con Andrea Pezzi conduce il varietà del venerdì sera di Rai 2 Serenate, ideato da Fabio Fazio che inizialmente doveva esserne il conduttore. Nel 1999 e 2000 conduce su Rai 1 due edizioni di Concerto di Primavera ad aprile e Buon Natale a tutto il mondo a dicembre.
In questo decennio, inoltre, la fama della D'Avena esce dai confini televisivi. Nel 1994 Mina inserisce nel suo album Canarino mannaro una cover di una canzone scritta da suo figlio Massimiliano Pani e originariamente cantata da Cristina D'Avena nel 1988 con il titolo Sempre attento al regolamento; per l'occasione, titolo e testo furono modificati e la canzone divenne Tu dimmi che città. Nel 1998 la D'Avena appare in un cameo del film Cucciolo di Neri Parenti in cui interpreta sé stessa.

### Anni duemila

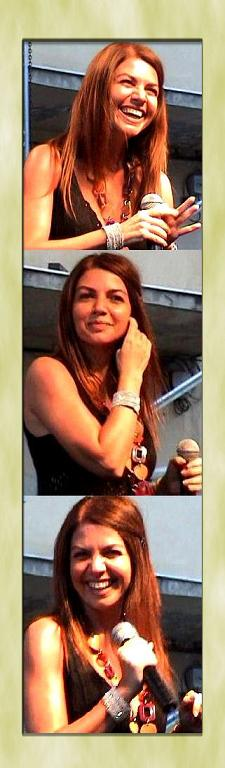
Cristina D'Avena al Giffoni Film Festival 2008

Nel dicembre 2002 la cantante festeggia 20 anni di carriera con la pubblicazione del doppio album Greatest Hits, che raccoglie i suoi più grandi successi e include una nuova versione, riarrangiata e reinterpretata per l'occasione, della sua prima sigla Bambino Pinocchio. Nel giorno d'uscita del disco, il 6 dicembre, la rete televisiva satellitare Video Italia le dedica, in prima serata e in diretta contemporanea su Radio Italia, una puntata di oltre due ore della sua trasmissione Serata con... dall'Auditorium di Cologno Monzese, durante la quale esegue dal vivo numerosi brani dell'album.
Il nome e la carriera della D'Avena sono stati professionalmente e umanamente legati per oltre 20 anni in modo indissolubile a quello di Alessandra Valeri Manera, responsabile dei programmi per ragazzi del Gruppo Mediaset dal 1980 al 2001 e de facto talent scout e creatrice del personaggio "Cristina D'Avena". La Valeri Manera è stata anche ideatrice, autrice, direttrice artistica e produttrice di tutti i lavori della cantante, sebbene dal 2004 la sua attività si sia ridotta a una composizione saltuaria dei testi di sigle. Dal 2001 la produzione discografica della D'Avena viene affidata a Paolo Paltrinieri, manager della Divisione Musicale R.T.I., che da lì in avanti riuscirà a vendere quasi un milione di copie di dischi nuovi e vecchi (riedizioni) della D'Avena. In coppia con la Valeri Manera, nel 2002, la D'Avena scrive l'inno per la manifestazione "Dixan Day" promossa dalla Dixan, intitolato Dixan per la Scuola; la cui base musicale è stata in seguito utilizzata per le parole di una sua canzone dal titolo I colori del cuore, mentre nel 2007 firma il suo primo testo come autrice unica per la sigla del cartone animato Dolce piccola Remi, a cui ne seguiranno varie altre.
Il 14 aprile 2007, al Roxy Bar di Bologna, Cristina D'Avena celebra 25 anni di carriera con un concerto-evento accompagnata dal gruppo rock demenziale Gem Boy, con il quale inaugura una collaborazione duratura e mai interrotta. In questa occasione riceve da Red Ronnie il Premio Gandhi 9.11, un totem luminoso creato dall'artista Marco Lodola e destinato a quei personaggi che si sono maggiormente distinti come portatori di pace.
In questa fase della sua carriera, nonostante da tempo non abbia più un programma condotto da lei, la cantante continua ad apparire in televisione accettando gli inviti di numerose trasmissioni Rai e Mediaset che la chiamano per interviste o esibizioni. Nella puntata del 16 febbraio 2008 del programma di prima serata di Rai 1 I migliori anni si registra un picco di ascolti pari a 7.618.000 telespettatori proprio nel momento della sua partecipazione allo show, in cui canta dal vivo la sigla di Kiss Me Licia.
Nel 2008 Cristina D'Avena debutta come scrittrice pubblicando libri per bambini nella collana Le fiabe di Fata Cri di cui la cantante è autrice e narratrice; i primi due volumi sono intitolati Fata Cri e i draghetti pasticcioni e Fata Cri e il ballo degli scoiattoli; quest'ultimo venderà circa 37 500 copie.
Dopo aver scritto e interpretato la sigla della serie animata Twin Princess - Principesse gemelle, il suo primo singolo a essere commercializzato come download digitale, e dopo aver pubblicato altri due libri per bambini della serie di Fata Cri dal titolo Il mistero della principessa e Il mostro birbone, nel 2009 pubblica per la prima volta un disco non di sigle TV e rivolto al pubblico generalista: Magia di Natale, in cui reinterpreta 12 brani della tradizione natalizia arrangiati dal maestro Valeriano Chiaravalle, fra cui per la prima volta anche brani in lingua inglese come Childhood di Michael Jackson e The Prayer di Céline Dion.

### Anni duemiladieci
Anche durante tutti gli anni 2010 la cantante continua a tenere concerti in tutta Italia da solista, con i Gem Boy o con varie cover band.
Il 21 gennaio 2010 torna a lavorare in TV: è nel cast della seconda edizione del programma di prima serata di Italia 1 Matricole & Meteore, con il doppio ruolo di ospite fissa e inviata speciale. Dal 28 febbraio dello stesso anno è testimonial di Intervita ONLUS, organizzazione umanitaria internazionale impegnata in progetti di sviluppo nel sud del mondo attraverso il sostegno a distanza.
In autunno, la casa discografica della cantante decide di ristampare su CD le colonne sonore delle otto serie di telefilm registrati negli anni ottanta, raccogliendole in due box multidisco intitolati Licia e i Bee Hive Story e Arriva Cristina Story.

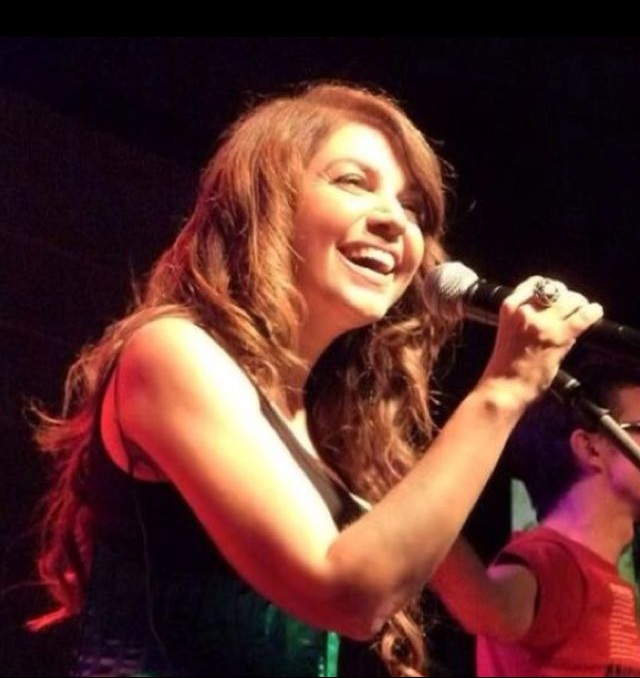
Cristina D'Avena in concerto all'Alcatraz di Milano nel 2011

A gennaio 2011 incide una sigla insieme ad Alessia Volpicelli, piccola paziente del C.R.O. (Centro di Riferimento Oncologico) di Aviano; il pezzo, di cui la D'Avena è anche autrice, è la sigla per la serie TV Emily della Luna Nuova. Nello stesso periodo firma anche il testo di una canzone per uno dei concorrenti del programma televisivo Io canto: si tratta del brano Tutto quello che ho, incluso nell'album d'esordio di Simone Frulio dal titolo Tredici.
L'anno successivo la cantante torna in TV su Super! (canale televisivo per ragazzi edito da De Agostini), dove conduce per tutta l'estate Karaoke Super Show!, prima produzione originale del canale. Il 2012 è anche l'anno del trentesimo anniversario del debutto artistico di Cristina D'Avena: per la ricorrenza, nel dicembre 2011 viene aperto il fanclub ufficiale, ad aprile 2012 il negozio online, e viene avviato il progetto 30 e poi… che include vari eventi e prodotti, fra cui il triplo best of 30 e poi... - Parte prima e il box 30 e poi... - Parte seconda (DVD + CD + libro fotografico).
Nel 2013 su Super! la D'Avena ottiene il programma del mattino Radio Crock'n'Dolls. Durante il Lucca Comics & Games di quell'anno tiene un concerto pubblico a cui partecipano oltre 15 000 spettatori.

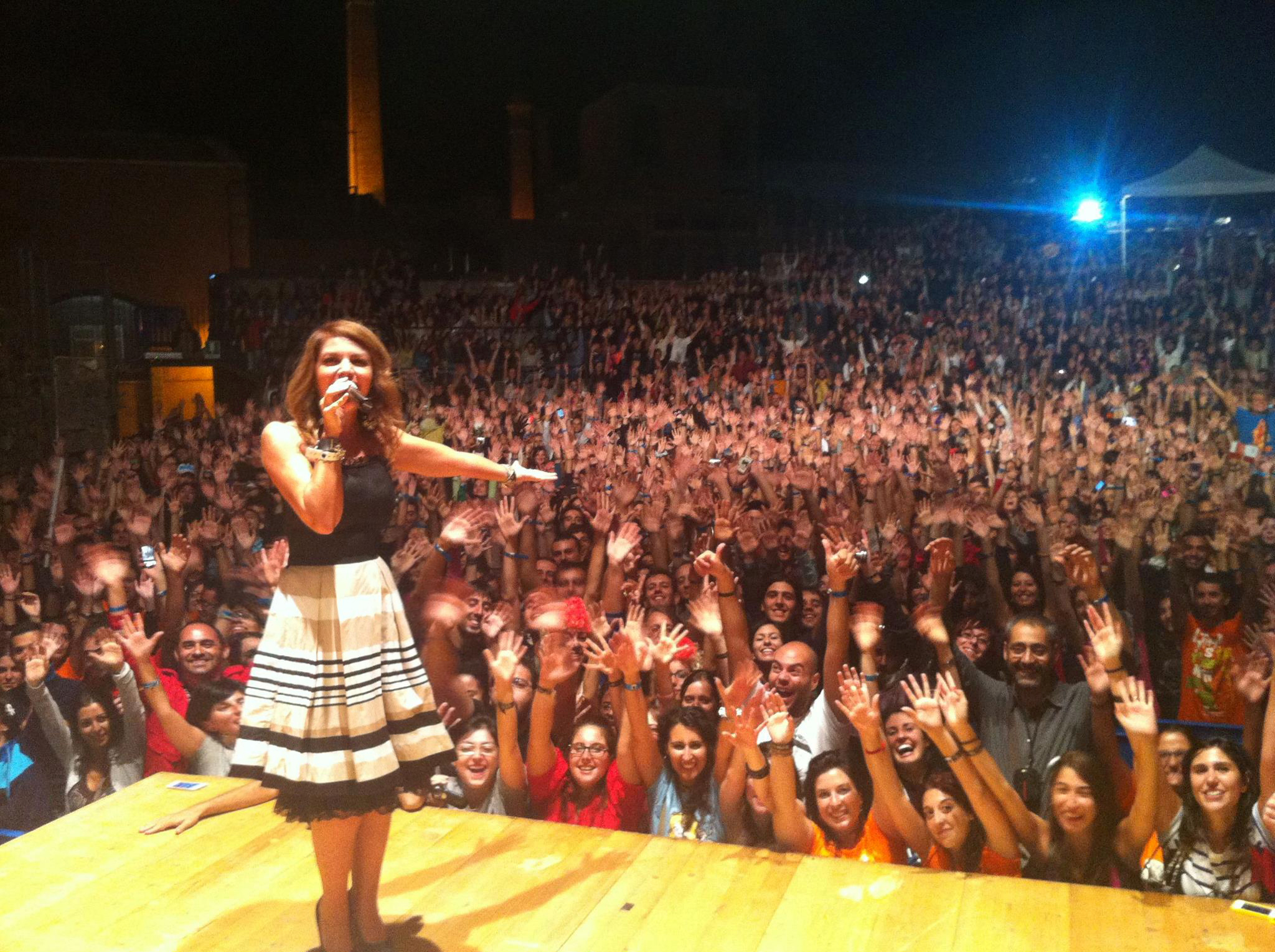
Cristina D'Avena a Catania nel 2013

A marzo 2014 debutta nel mondo della moda lanciando il marchio di calzature My Heart Shoes. Nell'estate dello stesso anno è madrina e presentatrice del concorso canoro per bambini dai 6 ai 16 anni FestivalMar, per il quale scrive e interpreta la sigla omonima. Il 18 novembre pubblica l'edizione deluxe di Magia di Natale con nuove tracce, fra cui Dio fa' qualcosa (dalla colonna sonora del film Il gobbo di Notre Dame).
Durante il 2015 vengono pubblicate tre raccolte. Il 24 marzo, in digitale, Cristina D'Avena e i tuoi amici in TV Collection contenente 100 brani, di cui 32 precedentemente disponibili solo su supporto fisico, estratti dalla collana discografica Cristina D'Avena con i tuoi amici in TV; il 30 giugno Fivelandia Story con altri 100 brani, questa volta estratti dalla collana Fivelandia. Ad aprile dello stesso anno presta la propria voce all'uccellino Beatrice nella miniserie animata Over the Garden Wall - Avventura nella foresta dei misteri. Infine, a novembre 2015 il vinile picture disc Cristina D'Avena. Sempre a novembre l'artista apre il suo profilo Twitter ufficiale, attirando in pochissimo tempo migliaia di followers.
In occasione del ventesimo anniversario della scomparsa di Mariele Ventre, il 13 novembre 2015 esce il singolo Il segreto (per Mariele), cantato assieme al coro Le Verdi Note dell'Antoniano e al Piccolo Coro "Mariele Ventre" dell'Antoniano e accompagnato da un videoclip, il primo per un brano della D'Avena.
Il 13 febbraio 2016 Cristina D'Avena partecipa come super-ospite alla serata finale del Festival di Sanremo cantando un medley di successi. Il 22 luglio esce il doppio CD #le sigle più belle che debutta al terzo posto nella classifica degli album più venduti in Italia Dal 22 settembre la cantante è nel cast del programma TV Colorado su Italia 1. L'8 ottobre esce nei cinema il film d'animazione Il trenino Thomas: La grande corsa in cui la D'Avena doppia la voce narrante.
Il 16 marzo 2017 pubblica sul suo profilo Facebook la canzone Noi Puffi siam così che accompagnerà il film I Puffi - Viaggio nella foresta segreta, nel quale doppia anche il personaggio di Mirtilla. Nel maggio successivo pubblica il singolo L'estate migliore che c'è utilizzato come sigla in occasione del decimo anniversario del Padova Pride Village e cantata il 22 giugno alla serata d'apertura del Summer Festival insieme a un medley di successi. Nel 2017, inoltre, dopo 35 anni di carriera con l'etichetta Five Record/RTI Music, Cristina D'Avena passa alla casa discografica Warner Music Italy prendendo una direzione artistica più generalista: il 10 novembre 2017 esce il disco Duets - Tutti cantano Cristina con alcuni suoi brani riarrangiati e incisi in duetto con 16 big della musica italiana; l'operazione ha grande successo commerciale e raggiunge la vetta alla classifica degli album più venduti, ottenendo il disco d'oro (25 000+ copie) dopo tre settimane e il platino (50 000+ copie) il 2 gennaio 2018; Duets ha reso Cristina D'Avena l'unica donna nella top 20 degli album più venduti in Italia nel 2017.
Il 16 febbraio 2018 torna in TV come giurata nella prima edizione di Sanremo Young, teen talent condotto da Antonella Clerici in prima serata su Rai 1. Il 23 novembre esce Duets Forever - Tutti cantano Cristina, seguito di Duets contenente altri 16 duetti con altrettanti big della musica italiana, che viene certificato disco d'oro l'11 febbraio 2019.
L'8 febbraio 2019 la cantante è ospite della quarta serata della Festival di Sanremo come duettante con Shade e Federica Carta in Senza farlo apposta, mentre l'8 marzo viene pubblicata Centouno Dalmatian Street, prima sigla dell'artista per una serie animata Disney. In estate esce un videoclip animato per My Life Is Going On, sigla del telefilm La casa di carta, in cui la cantante fa un breve cameo abbigliata come i personaggi della serie.

### Anni duemilaventi

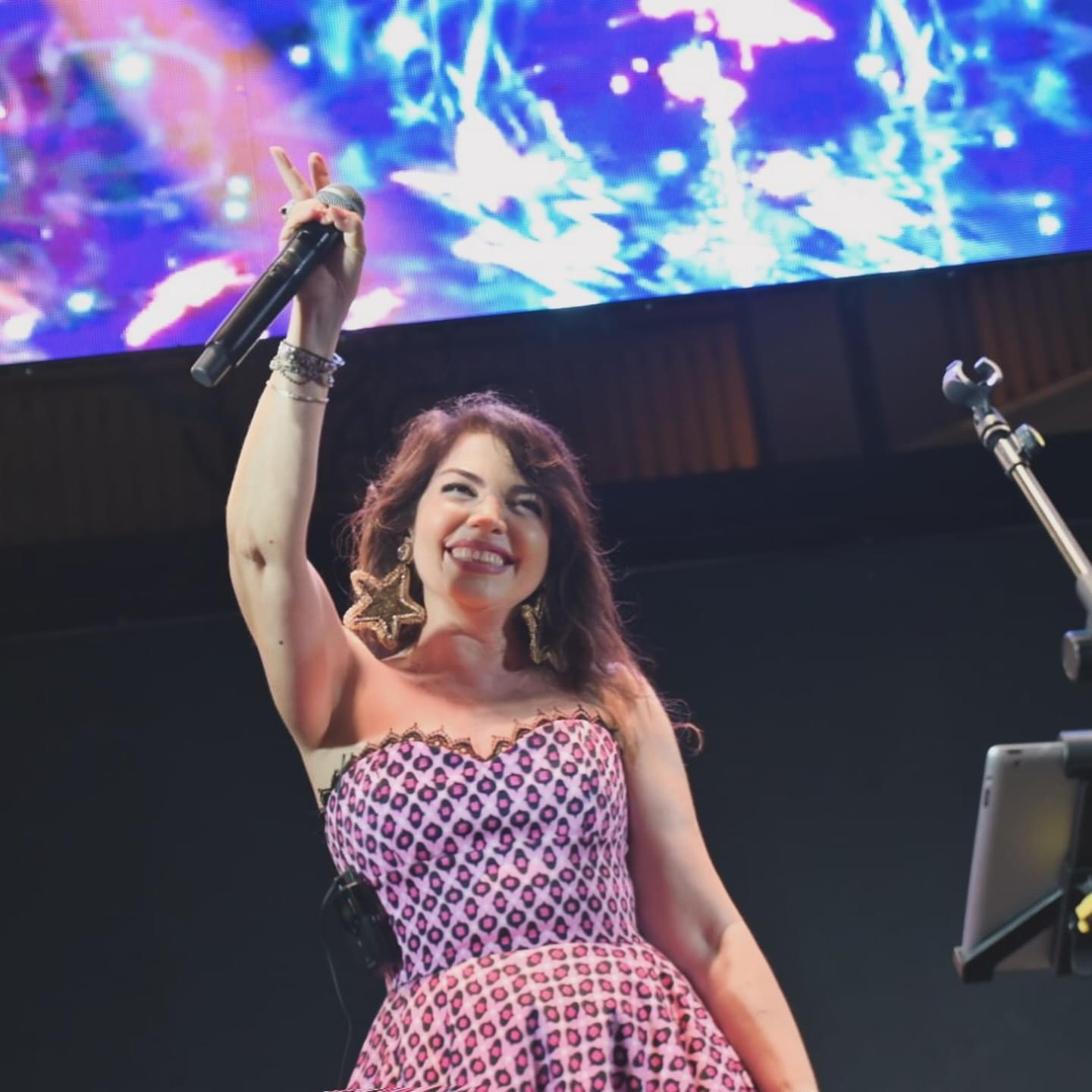
Cristina D'Avena live a Rimini nel luglio 2024

Nel 2020 collabora con il progetto Italian Stars 4 Life a sostegno della Croce Rossa Italiana cantando con oltre 50 artisti nel brano Ma il cielo è sempre blu, pubblicato l'8 maggio. Il mese seguente annuncia una collaborazione con DJ Matrix e Amedeo Preziosi e il 5 giugno viene pubblicato Faccio la brava, singolo estratto dall'album Musica da giostra - Volume 7 dello stesso DJ. A luglio è tra gli ospiti dell'evento musicale Radio Bruno Estate. Il 3 novembre è sulla copertina della rivista Vanity Fair, mentre il 14 dicembre esce su Audible La bussola magica, un racconto audio composto da dieci podcast narrati dalla D'Avena. Il 24 e il 25 dicembre conduce su Rai 1 assieme a Paolo Belli gli speciali natalizi dello Zecchino d'Oro L'attesa e Lo Zecchino di Natale. Il 28 dicembre si esibisce con un concerto acustico in diretta radiovisiva per RTL 102.5: a seguito del successo riscosso dalla serata viene scelta dall'emittente come conduttrice del programma Chi c'è c'è, chi non c'è non parla a partire dal 9 gennaio successivo. Terminata questa esperienza, passa a R101 e dal 14 aprile fa parte del cast del programma Procediamo di Fernando Proce.
Il 9 giugno 2021 pubblica l'EP digitale Nel cuore solo il calcio, in occasione del campionato europeo di calcio 2020, rimandato di un anno a causa della pandemia di COVID-19, che in poche ore raggiunge la vetta delle classifiche iTunes e Amazon.
A febbraio 2022 partecipa alla terza edizione de Il cantante mascherato, condotto da Milly Carlucci su Rai 1 prima come concorrente e poi, dopo l'eliminazione, come ospite. Il 10 marzo pubblica il libro Il giardino delle fiabe. Dall'8 aprile 2022 è inviata della terza edizione del varietà Big Show condotto da Enrico Papi e Scintilla.
Il 25 ottobre vince il Telegatto per i suoi quarant'anni di carriera e, per celebrare lo stesso anniversario, il 25 novembre esce una compilation dal titolo 40 - Il sogno continua che include le versioni originali delle sue sigle, dei singoli inediti e sei nuovi duetti tra i quali quelli con Elettra Lamborghini, Lorella Cuccarini, Orietta Berti e Cristiano Malgioglio.
Il 15 dicembre 2022 viene annunciata la presenza di Cristina d'Avena all'evento pubblico celebrativo organizzato a Roma per il decimo anniversario del partito politico Fratelli d'Italia. La sua presenza genera polemiche tra i fan, che ritengono i valori solitamente comunicati dalla D'Avena incompatibili con quelli che caratterizzano il partito politico, in particolare in materia di diritti civili, o la accusano di essersi fregiata dell'etichetta di "icona gay" senza reale merito. Sul palco la cantante si esibisce con una gonna dai colori della bandiera arcobaleno e pronuncia parole a sostegno dell'amore universale, ma alla fine dell'esibizione riceve ed esibisce la felpa del partito politico.
Il 14 aprile 2023 pubblica il singolo, scritto ed interpretato da lei, Ti cercherò (Genshin Impact), canzone ufficiale scritta per pubblicizzare in Italia il videogioco Genshin Impact, prima canzone dell'artista realizzata per un videogioco. Il 5 novembre a Lucca Comics & Games 2023 tiene il concerto "Sognando Creamy", interamente dedicato all'anime L'incantevole Creamy per i 40 anni di trasmissione, cantando per la prima volta i brani dell'anime, tutt'oggi rimasti inediti.
Il 18 giugno 2024 muore Alessandra Valeri Manera, sua scopritrice e autrice di quasi tutti i suoi testi, e D'Avena le porge tributo ricordandola, con alcune foto inedite, sui suoi canali social ufficiali e nei suoi concerti live. Il 5 agosto dello stesso anno la cantante pubblica il singolo C'erano una volta gli oggetti, sigla italiana dell'ottava serie del franchise francese C'era una volta....
Nel 2025, scrive (insieme a Cristiano Macrì, autore delle musiche) e interpreta la canzone ufficiale del Carnevale di Viareggio 2025 dal titolo Tutto il carnevale che c'è, pubblicata il 28 gennaio, e l'8 febbraio si esibisce anche in un concerto in piazza Mazzini in occasione dell'apertura della manifestazione viareggina, mentre il 31 gennaio pubblica la sigla ufficiale del FantaSanremo 2025 intitolata Occhi di FantaSanremo (feat. Enrico Melozzi).

## Discografia
Dal suo debutto allo Zecchino d'Oro nel 1968, Cristina D'Avena ha raggiunto al 2023 un totale di 313 pubblicazioni e 795 brani, di cui 397 sigle (12 ancora inedite su supporto fisico o digitale), suddivise a loro volta tra 372 sigle di cartoni animati, 12 sigle di telefilm e 13 sigle TV, più 41 remix.
Le sue pubblicazioni sono suddivise in 86 album ufficiali su etichetta Five Record, poi RTI Music, di cui 22 della collana Fivelandia; 21 dal titolo Cristina D'Avena e i tuoi amici in TV; 12 album monografici dedicati alle serie animate, dei quali otto su 33 giri e quattro su CD; otto album monografici dedicati ai telefilm della serie Licia e Cristina; altri 13 album e 28 ristampe e tre con Warner Music.
Sono state pubblicate inoltre 13 raccolte, di cui sei solo in musicassetta e sei promosse direttamente dall'artista; 84 singoli, di cui 74 in vinile, suddivisi a loro volta in 70 ufficiali, tre promozionali e uno per il mercato francese, e dieci singoli digitali. La cantante è comparsa in 123 compilation, di cui 16 per altre etichette e sei per il mercato francese.

## Videografia
- Fivelandia TV (VHS) (1987)
- Fivelandia TV 2 (VHS) (1988)
- Fivelandia TV (VHS + MC) (1991)
- Cristina per noi (VHS + MC) (1991)
- Cantiamo con Cristina: Che avventura! (VHS + MC + libretto) (1992)
- Cantiamo con Cristina: Cuccioli in erba (VHS + MC + libretto) (1992)
- Cantiamo con Cristina: Che avventura! (VHS promozionale) (1992)
- Cantiamo con Cristina: Cuccioli in erba (VHS promozionale) (1992)
- Cantiamo con Cristina: Un mondo di amici (VHS) (1993)
- Cantiamo con Cristina: Per crescere insieme (VHS) (1993)
- Cucciolo (VHS) (1998)
- Roxy Bar nº 24 (DVD promozionale) (2007)
- Cristina D'Avena Fanclub: 10.11.12 (DVD promozionale) (2013)
- 30 e poi... Parte seconda (DVD + CD + libro fotografico) (2013)
- Cristina D'Avena Fanclub: 16.11.13 (DVD promozionale) (2014)
- Cristina D'Avena Fanclub: 08.11.14 (DVD promozionale) (2015)
- Love Me Licia (4 DVD) (2015)
- Cristina D'Avena Fanclub: 14.11.15 (DVD promozionale) (2016)
- Arriva Cristina (4 DVD) (2016)
- Licia Dolce Licia (4 DVD) (2017)
- Cristina D'Avena Fanclub: 12.11.16 (DVD promozionale) (2017)
- Cristina (4 DVD) (2017)
- Cristina D'Avena Fanclub: 20.01.18 (DVD promozionale) (2018)
- Cristina D'Avena Fanclub: 19.01.19 (DVD promozionale) (2019)

## Televisione
- Zecchino d'Oro (Programma Nazionale, 1969-1975; Rete 1, 1976; Rai 1, 1998-2000, 2017-2018, 2021-2022)[77]
- L'allegria fa 90 (Canale 5, 1989)
- Sabato al circo (Canale 5, 1989-1991)
- Evviva l'allegria (Canale 5, 1990)
- Luna Party (Canale 5, 1991)
- Ciao Ciao - Domenica in Fattoria (Rete 4, 1992)
- Il grande circo di Rete 4 (Rete 4, 1992-1993)
- Cantiamo con Cristina (Italia 1, 1992-1993)
- Buona Domenica (Canale 5, 1993-1994)
- Quelli di 'Buona Domenica' in partita finale (Canale 5, 1994)
- Buon Natale Bim Bum Bam (Canale 5, 1994-1995)
- La sai l'ultima? (Canale 5, 1995-1996) inviata
- Game Boat al circo (Rete 4, 1996-1997)
- L'attesa (Rai 1, 1996, 2020-2021)
- Game Boat (Rete 4, 1996-1998)
- Buon Natale a tutto il mondo (Rai 1, 1998-2000)
- Serenate (Rai 2, 1998)
- Concerto di Primavera (Rai 1, 1999-2000)
- Matricole & Meteore (Italia 1, 2010)
- Karaoke Super Show! (Super!, 2012)
- Radio Crock'n'Dolls (Super!, 2013)
- Colorado (Italia 1, 2016)
- Sanremo Young (Rai 1, 2018) giudice
- Resta a casa e vinci (Rai 2, 2020)
- Lo Zecchino di Natale (Rai 1, 2020-2023)
- Il cantante mascherato (Rai 1, 2022) concorrente
- Big Show - Enrico Papi (Canale 5, 2022) inviata
- Uno Zecchino nella calza (Rai 1, 2023)
- Viva Rai2! (Rai 2, 2023) attrice nelle ''Serie fallate''
- Non sono una signora (Rai 2, 2023) giurata
- Zecchino d'Oro - La magia della Vigilia (Rai 1, 2024)
- Zecchino d'Oro - La festa del Natale (Rai 1, 2024)

## Filmografia

### Cinema
- Cucciolo, regia di Neri Parenti (1998) - cameo

### Televisione
- Love Me Licia – serie TV (1986)
- Licia dolce Licia – serie TV (1987)
- Teneramente Licia – serie TV (1987)
- Balliamo e cantiamo con Licia – serie TV (1988)
- Arriva Cristina – serie TV (1988)
- Cristina – serie TV (1989)
- Cri Cri – serie TV (1990-1991)
- Cristina, l'Europa siamo noi – serie TV (1991)

## Radio
- Domenica con Cristina (Radio LatteMiele, 1997-1999)
- Buongiorno Cristina (Radio LatteMiele, 1997-1999)
- Tutti pazzi per Cristina (LeoRadio, 2015-2017)[78]
- Chi c’è c’è, chi non c’è non parla (RTL 102.5, 2021)
- Procediamo (R101, dal 2021)

## Doppiaggio

### Cartoni animati
- L'incantevole Creamy[79] (1985) - Creamy Mami e Duenote Ayase (parti cantate)
- Evelyn e la magia di un sogno d'amore (1985) - Evelyn trasformata (parti cantate)
- Memole dolce Memole (1986) - Memole, Mariel, Popi, Mino (parti cantate)
- Magica, magica Emi[80] (1986) - Emi (parti cantate)
- Over the Garden Wall - Avventura nella foresta dei misteri (2015) - Beatrice

### Film d'animazione
- Il trenino Thomas - La grande corsa (2016) - Voce narrante
- I Puffi - Viaggio nella foresta segreta (2017) - Mirtilla
- Playmobil: The Movie (2019) - Fata Madrina

## Editoria
- Love Me Licia (1986) Ed.AMZ
- Licia Dolce Licia (1987) ED.AMZ
- Gioca e suona con Cristina (1988), corso di musica
- Cristina D'Avena presenta "Le Mille e una Fiaba" (1989), introduzione agli episodi della serie Le fiabe son fantasia
- Gioca e suona con Cristina (valigetta con 1 fascicolo, quattro musicassette e una tastierina) (1991), corso di musica
- I Tenerissimi (1991)
- Le Mille e una Fiaba… di Cristina (1993)
- Cristina racconta "Le più belle storie del mondo" (1994)
- Fiabissime (1995)
- Mariele (di Berardo Rossi) (1999)
- Cristina D'Avena ti guida… (2002)
- Le fiabe di Fata Cri: Fata Cri e i draghetti pasticcioni (con Mariagrazia Bertarini) (2008)
- Le fiabe di Fata Cri: Fata Cri e il ballo degli scoiattoli (con Mariagrazia Bertarini) (2008)
- Le fiabe di Fata Cri: Il mistero della principessa (con Mariagrazia Bertarini) (2009)
- Le fiabe di Fata Cri: Il mostro birbone (con Mariagrazia Bertarini) (2009)
- Cartoonlandia: 70 Sigle dei Cartoni di Italia Uno (2009)
- Mi scrivi la ricetta? (I grandi della musica italiana in cucina) (2010)
- Cristina D'Avena, 50 anni di sogni (2014)
- E. Ventura, Walter Benjamin vs Cristina D'Avena. Filosofia dell'intrattenimento per l'infanzia, Arduino Sacco Editore, Roma, 2017.
- Olivier Fallax, Rui Pascoal, La belle histoire des Génériques Télé - de Goldorak à Pokémon, Ynnis éditions, Paris, 2019.
- J. Garofalo, F. Ponciroli, Voci animate - I doppiatori dei cartoni animati anni '70, '80 e '90, Edizioni Teaser LAB (2020).
- Condè Nast, Vanity Fair - Storie del 2020 (2020)
- La bussola magica (serie audio per Audible (2020)
- D. Pavesi, G. Maestri C'erano una volta le sigle TV - Siglandia (2021)
- Il giardino delle fiabe (2022)
- A.Mustacchio Donne in Hit Parade (2023)
- P.Forchini Cristina D'Avena: regina delle sigle, regina del cuore (2024)

## Pubblicità
- Costumi di carnevale, giochi e gelatiera serie I puffi Giochi Preziosi (1993-1994)
- Canta Tu junior Giochi Preziosi (1993)
- Bambola Pippi calzelunghe Giochi Preziosi (1998)
- Giochi Il nuovo mondo degli gnomi De Agostini (1999-2000)
- Vhs serie Fantaghiro (2000)
- Vhs serie Lo spettacolare mondo di Rossana De Agostini (2001)
- Iniziativa Dixan per la scuola (2001-2002)
- Vhs serie Kiss Me Licia (2002)
- Vhs serie Mila e Shiro (2002)
- Intervita onlus (2012-2015)